# Cerapachys nitidulus
Cerapachys nitidulus é uma espécie de formiga do gênero Cerapachys.